# البهائية في ترينيداد وتوباغو
يبدأ الدين البهائي في ترينيداد وتوباغو بذكر عبد البهاء، رئيس الدين آنذاك، في عام 1916 حيث كانت منطقة البحر الكاريبي من بين الأماكن التي ينبغي للبهائيين أن يأخذوا دينهم إليها. زار البهائيون لأول مرة في عام 1927 بينما وصل الرواد بحلول عام 1956، وانتُخب أول مجلس روحي محلي بهائي في عام 1957 وفي عام 1971 انتُخب أول مجلس روحي وطني بهائي. وقد أشار إحصاء المجتمع بعد ذلك إلى وجود 27 تجمعًا للبهائيين يعيشون في 77 موقعًا. ومنذ ذلك الحين، شارك البهائيون في العديد من المشاريع لصالح المجتمع الأوسع، وفي الفترة ما بين عامي 2005 و2010 أفادت مصادر مختلفة أن ما يقرب من 1.2% من سكان البلاد، أي حوالي 10000 -16000 مواطن، هم من البهائيين.

## ما قبل التاريخ
كتب عبد البهاء، ابن مؤسس الدين، سلسلة من الرسائل، أو الألواح، إلى أتباع الدين في الولايات المتحدة في عامي 1916 و1917؛ وقد جُمعت هذه الرسائل معًا في كتاب بعنوان ألواح الخطة الإلهية. كانت اللوحة السادسة هي الأولى التي تذكر مناطق أمريكا اللاتينية، وقد كتبت في 8 أبريل/نيسان 1916، ولكن تأخر تقديمها في الولايات المتحدة حتى عام 1919 ـ بعد نهاية الحرب العالمية الأولى ووباء الإنفلونزا الإسبانية. تُرجمت اللوح السادس وتقديمه من قبل ميرزا أحمد سهراب في 4 أبريل 1919، ونشر في مجلة نجم الغرب في 12 ديسمبر 1919.
يقول قداسة المسيح: اذهبوا إلى شرق العالم وغربه وادعوا الشعوب إلى ملكوت الله. ... (السفر إلى) جزر الهند الغربية، مثل كوبا، هايتي، بورتوريكو، جامايكا، جزر الأنتيل الصغرى (التي تشمل ترينيداد وتوباغو)، جزر الباهاما، حتى جزيرة واتلينج الصغيرة، لها أهمية كبيرة...
في عام 1927، كانت ليونورا أرمسترونج أول بهائية تزور العديد من بلدان أمريكا اللاتينية بما في ذلك ترينيداد وتوباغو، وتلقي محاضرات عن الدين البهائي في تلك البلدان، كجزء من خطتها لاستكمال نية مارثا روت غير المحققة بزيارة جميع بلدان أمريكا اللاتينية لغرض تقديم الدين للجمهور.

### خطة السنوات السبع والعقود التالية
في الأول من مايو عام 1936، كتب شوقي أفندي برقية إلى المؤتمر البهائي السنوي للولايات المتحدة وكندا، وطلب البدء في التنفيذ المنهجي لرؤية عبد البهاء. وكتب في برقيته:
نداء إلى المندوبين المجتمعين للتأمل في النداء التاريخي الذي أطلقه عبد البهاء في ألواح الخطة الإلهية. حث على إجراء مناقشة جادة مع الجمعية الوطنية القادمة لضمان تحقيقها بشكل كامل. القرن الأول من العصر البهائي يقترب من نهايته. إن الإنسانية تدخل إلى المرحلة الأكثر خطورة في حياتها. فرص الساعة الحالية ثمينة بشكل لا يمكن تصوره. نسأل الله أن تتقبل كل ولاية في الجمهورية الأمريكية وكل جمهورية في القارة الأمريكية قبل نهاية هذا القرن المجيد نور دين بهاءالله وتضع الأساس الهيكلي لنظامه العالمي.
وبعد برقية الأول من مايو، جاءت برقية أخرى من شوقي أفندي في التاسع عشر من مايو تدعو إلى إنشاء رواد دائمين في جميع بلدان أمريكا اللاتينية. وقد عين المجلس الروحي الوطني البهائي للولايات المتحدة وكندا لجنة مشتركة بين الأمريكتين لتتولى مسؤولية الاستعدادات. خلال المؤتمر البهائي لأمريكا الشمالية عام 1937، أرسل شوقي أفندي برقية نصح فيها المؤتمر بإطالة مداولاتهم للسماح للمندوبين والجمعية الوطنية بالتشاور حول خطة من شأنها تمكين البهائيين من الذهاب إلى أمريكا اللاتينية بالإضافة إلى تضمين استكمال الهيكل الخارجي لبيت العبادة البهائي في ويلميت، إلينوي. في عام 1937، أعطت الخطة السبعية الأولى (1937-1944)، وهي خطة دولية صممها شوقي أفندي، البهائيين الأميركيين هدف إقامة الدين البهائي في كل دولة في أميركا اللاتينية. مع انتشار البهائيين الأميركيين في أميركا اللاتينية، بدأت المجتمعات البهائية والجمعيات الروحية المحلية بالتشكل في عام 1938 في بقية أنحاء أميركا اللاتينية.
ومن المعروف أن عددًا قليلًا من البهائيين الآخرين زاروا الجزر قبل الحرب العالمية الثانية. قام السيد والسيدة دودلي بلاكلي بزيارة المدينة أثناء خروجهما من مدينة نيويورك وعودتهما خلال جولة في منطقة البحر الكاريبي في عامي 1936 و1937، وقد أسفرت زيارتهما عن نشر قصة صحفية. قام ويلفريد بارتون بالسفر إلى المنطقة والتواصل مع سكان ترينيداد حوالي عام 1939. تتضمن الحكايات التي يرويها أحد سكان ترينيداد في كندا حساسية تجاه التعامل على قدم المساواة ومن المرجح أن يكون هذا تقرير رالف لالتو، وهو طالب من ترينيداد وابن قس كنيسة متحدة. اعتنق الدين في أكتوبر 1940 أثناء وجوده في كندا. على الرغم من أن أول بهائي ترينيدادي معروف عاد إلى ترينيداد في عام 1943، لم يكن هناك مجتمع بهائي ليعيش معه، وقد طور علاقات أخرى أثناء خدمته في كلية ناباريما. عندما توفيت يد القضية دوروثي بيتشر بيكر في حادث تحطم طائرة في عام 1954 في أوروبا، كانت تنوي السفر إلى ترينيداد. وقد لاحظ أحد رجال الشرطة في ناسو اتصالاً مبكراً آخر بين البهائيين ومواطن ترينيدادي في عام 1954.
نشر الدكتور مالكولم كينج الدين أثناء سفره بين الجزر بدءًا من عام 1950. قام الملك بتدريس الدين للسيدة هارييت فيليب، شقيقة الدكتور سيريل تورني، وهو زميل اعتنق الدين وصديق للملك. أصبحت السيدة فيليب أول شخص يعيش في ترينيداد يتحول إلى هذا الدين. عاد سيريل تورني، في عام 1957، مع ابنته فيولا، إلى ترينيداد، حيث عاش في بلمونت. تحول شقيقه ألبرت تيرني لاحقًا إلى البهائية وأقيمت له أول جنازة بهائية باسمه عندما توفي. وبفضل المتحولين المحليين وعدد قليل من الرواد، أُنتخب أول جمعية روحية محلية للبهائيين في بورت أوف سبين في عام 1957.

## التنمية الدولية/الوطنية
في عام 1951، نظم البهائيون جمعية وطنية إقليمية لمجموعة المكسيك وأميركا الوسطى وجزر الأنتيل، وأخرى لأميركا الجنوبية والجزر القريبة بما في ذلك ترينيداد وتوباغو. ثم واصل البهائيون السفر إلى ترينيداد وتوباغو. قام ونستون إيفانز بجولة في منطقة البحر الكاريبي بما في ذلك ترينيداد في عام 1957. في عام 1962، جاء جويل كافيرلي من ماساتشوستس إلى ترينيداد لأول مرة كعضو في فرقة موسيقية من مدرسة الموسيقى البحرية في واشنطن العاصمة. قام إسرائيل بوسنر من فنزويلا بجولة في ترينيداد للترويج للدين في عام 1964 وتبعه اثنان من الرواد من إنجلترا، السيد والسيدة جون فيرمان. كانت جمعية بورت أوف سبين قد انتهت صلاحيتها ولكن أُصلحت في عام 1965 - وكان أعضاؤها: السيدة بابتيست، جون فيرمان، السيدة فيليبس، السيدة فيرمان، السيد باريس، الآنسة هوبكنسون، السيدة جورج، السيد كيديرو، السيدة كور. في ذلك العام نشرت صحيفة ترينيداد صنداي ميرور صورة لعبد البهاء ومقالاً بعنوان "رسالة سلام وطريقة حياة جديدة".
كان هناك بعض التطورات في عام 1966 - أعيد تنظيمها كجمعية وطنية إقليمية بين البهائيين في ليوارد وويندوارد وجزر فيرجن مع مقرها في شارلوت أمالي و عُين أنتوني وورلي من البرازيل كالعضو الثاني عشر في مجلس المساعدة لتعزيز تطوير الدين في المنطقة بما في ذلك غيانا وترينيداد وتوباغو. خلال شهر أكتوبر من عام 1966، خُطط لرحلة إلى عشر جزر بما في ذلك ترينيداد من قبل لورين لاندو، وهي رائدة في باربادوس والتي انتُخبت في الجمعية الوطنية الإقليمية.
مع المزيد من الرواد والمتحولين بحلول عام 1969 كان هناك جمعيتان محليتان إضافيتان: أريما وسان فرناندو، وارتفع عدد البهائيين إلى 285.
عاد كافيرلي وعاش في سانت جيمس حيث أصبح هو وخطيبته أول زوجين بهائيين يتزوجان في ترينيداد وتوباغو في 4 أغسطس 1970
ومن بين أبرز زوار البلاد اثنان من "أيدي القضية"، وهي مجموعة مختارة من البهائيين، عُينوا مدى الحياة، ومهمتهم الرئيسية هي خدمة المصالح العالمية للدين. أولاً، زارت روحية خانوم البلاد لبضعة أيام في شهر مايو. والثانية، إينوك أولينغا، زارت البلاد لمدة خمسة أيام في بداية شهر سبتمبر. وفي أكتوبر/تشرين الأول، زار جزيرة توباغو أيضًا لبضعة أيام. وقد التقيا بالعديد من الشخصيات المحلية والإقليمية، كما التقيا بالبهائيين والصحفيين.
في عام 1971 أُنتخب أول جمعية روحية وطنية بهائية. وكان أعضاؤها هم: رامداس رامكيسون، دون سويهيرت، جويل كافيرلي، الدكتور لافيرن جونسون، ليو فريزر، إيدنا روث كافيرلي، نيكو أمارسينغ، شامسي سيدجات، وفيتزروي سوكو. وقد أشار إحصاء المجتمع بعد ذلك إلى وجود 27 تجمعًا للبهائيين يعيشون في 77 موقعًا. في نفس العام، أنشأت الجمعية الوطنية دورة مراسلة للبهائيين الذين سجلوا لتعلم المزيد رسميًا عن دينهم وأتاحوا لأخبار المجتمع أن تعمل لاحقًا.

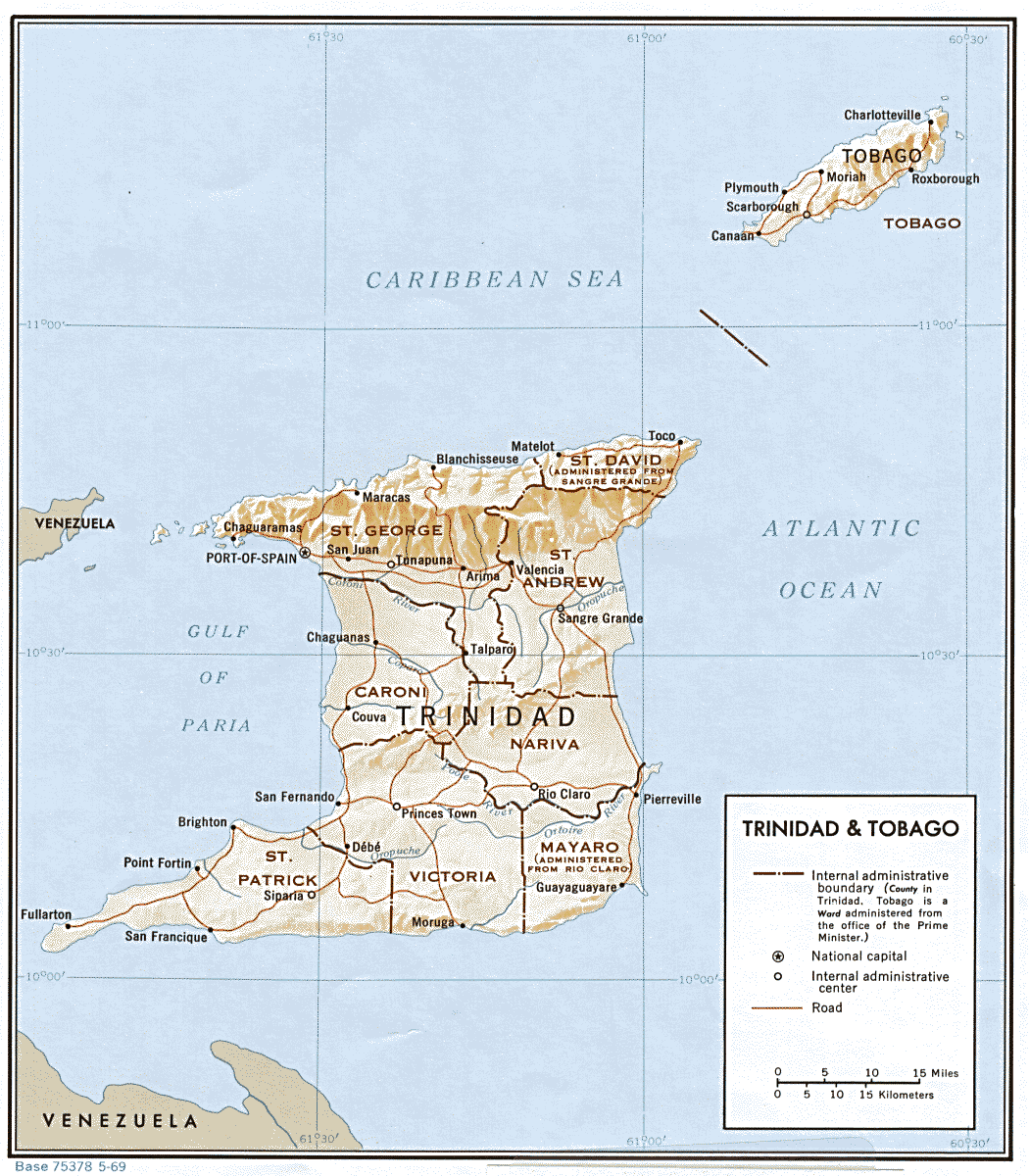
خريطة توضح المقاطعات القديمة في ترينيداد

وفي عام 1972، زارتنا يد ثالثة من يد القضية - الدكتور أوغو جياتشيري - بصفة خاصة كممثل عن بيت العدل الأعظم، رئيس الدين منذ عام 1963، لحضور مؤتمره الوطني الثاني (مع 17 مندوبًا). حظيت زيارة جياتشيري بتغطية إعلامية من قبل الصحفيين في الصحف والإذاعة الترينيدادية وحفلات الاستقبال لقادة المجتمع المدني. نُسقت أنشطة متنوعة بما في ذلك - إرسال رواد محليين إلى المزيد من المناطق في جميع أنحاء البلاد، والتبرع بالعديد من الأعمال لنظام المكتبة الوطنية (بهاء الله والعصر الجديد، وبعض الأسئلة المجابة، والفن الإلهي للحياة، ومحادثات باريس)، والاجتماعات بين الأديان، ودروس منتظمة للأطفال، ومساهمة منتظمة لمدة ست دقائق لمحطة إذاعية محلية. حصلت هذه الديانة على العضوية التأسيسية في منظمة ترينيداد وتوباغو بين الأديان في عام 1972، ولم تنته إلا عندما شعرت أن المنظمة تتصرف بطريقة سياسية للغاية.
في عام 1975، انعقد المؤتمر الوطني الأول للشباب البهائي في ترينيداد وتوباغو في شهر نوفمبر وحضره حوالي 70 شابًا تلاه مؤتمر وطني حول نشر الدين في البلاد حضره 75 شخصًا من معظم الوحدات الإدارية في البلاد في عام 1976. أول الهنود الكاريبيين في ترينيداد الذين انضموا إلى الدين في ذلك العام. وكان هناك رواد إيرانيون آخرون معروفون في ترينيداد في عام 1976. وفي الوقت نفسه، ظهر البهائيون من ترينيداد وتوباغو كزوار لبربادوس في الستينيات والسبعينيات. زار يد القضية إينوك أولينغا البرتغال مرة أخرى في فبراير من عام 1977. في هذه الأثناء، أُنشئت ثلاثة مراكز بهائية إقليمية - في سانجري جراند، وسان فرناندو، وواحد في توباغو - بالإضافة إلى المركز الوطني وزيادة في التحولات. في عام 1978، قامت شيرين بومان، التي كانت تعمل كمستشارة دينية في القارة، بجولة في البلاد مع اجتماعات ومقابلات عامة وخاصة. أُحتفل بعيد النوروز البهائي عام 1981، أو "رأس السنة الجديدة"، بحضور عدد من كبار الشخصيات وتعليق مبكر من مسؤول حكومي حول اضطهاد البهائيين في إيران.
نُفذ نظام معهد روحي في وقت مبكر في عام 1982.
في عام 1983، دعا البهائيون قادة المجتمع المدني الوطني وأساتذة الجامعات إلى عشاء خاص وشاهدوا فيلمًا عن الشهادة في الكونجرس الأمريكي بشأن حوادث اضطهاد البهائيين في إيران إلى جانب مواد تمهيدية عن الدين.

### مشاريع تنموية
منذ نشأتها، كان للدين دور في التنمية الاجتماعية والاقتصادية وقد نظم البهائيون في ترينيداد وتوباغو احتفالًا بالسنة الدولية للطفل التي أقرتها الأمم المتحدة في عام 1979 كما دُعوا البهائيين سابقًا للعمل مع إحدى مدارس المنطقة. عُقد مؤتمر مفتوح للنساء البهائيات في عام 1979 بحضور نساء بهائيات وغير بهائيات. انعقد مؤتمر وطني للأطفال في نوفمبر 1980 حضره حوالي 120 طفلاً بالإضافة إلى البالغين والشباب، تلاه مؤتمر للشباب في ديسمبر ومؤتمر حول نمو الدين في يناير 1981. وفي عام 1981 أيضًا شارك البهائيون في اجتماع بين الأديان في قاعة مدينة بورت أوف سبين. قامت ثلاث مدارس في البلاد بتقديم دروس الدين رسميًا في العام الدراسي 1981-1982.
واصل البهائيون نشاطهم في الدوائر التنموية المتعلقة بالأطفال.

## المجتمع الحديث
وفي تسعينيات القرن العشرين، تضاعفت مؤتمرات الشباب وفعاليات الإعلان واجتماعات معهد روحي.
جُدد المركز الوطني في الفترة ما بين 1998 و2000. تحدثت وزيرة ترينيداد وتوباغو، الدكتورة دافني فيليبس، في حفل الافتتاح الرسمي للمركز البهائي الوطني في بورت أوف سبين في 12 نوفمبر 2000، أمام جمهور بلغ عدده نحو 200 شخص.
يعد الشباب والنساء والأقليات من بين أولئك الذين أخذوا زمام المبادرة في أن يصبحوا مدرسين في دورات معهد روحي في ترينيداد وتوباغو منذ عام 2006.
في عام 2008، قامت الجماعة البهائية في ترينيداد وتوباغو بالترويج لليوم الدولي للأمم المتحدة للقضاء على العنف ضد المرأة من خلال التأكيد على التعليم الأخلاقي والشراكات المتساوية بين النساء والرجال.
تحتوي المكتبة الوطنية على مجموعة مختارة من الأدب البهائي .
وقد نشرت الصحف احتفالات بالشخصيات المؤسسة للدين. أو اقتباسات مطبوعة في بعض الأحيان.

### الأنشطة بين الأديان
أصدرت الحكومة الفيدرالية سلسلة من الطوابع حول الديانات المحلية في عام 1992 تكريماً للأنشطة المستمرة لمنظمة الحوار بين الأديان. كان أحدهم رمزًا للدين البهائي - رمز حجر الخاتم. ومن خلالها أصبح للبهائيين حضور واضح في وسائل الإعلام. وقد ذُكر البهائيين كجزء من المناقشات حول السياسة الوطنية، والأحداث عبر الثقافية كل ذلك في حين لم يتلقوا أي مساعدات حكومية بشكل واضح.

### الفنون
كان العديد من البهائيين الترينيداديين بارزين في مجال الفنون. ملحن أفلام/مصمم صوت/موسيقي/منتج موسيقي نافيد لانكستر هو محترف نشط. كاثلين (كاثي) فارابي هي رسامة وعضو في جمعية الفنون في ترينيداد وتوباغو. ثاندر سويفي هو فنان وممثل وكاتب مسرحي ومعلم. آن ماري بريماكومب وزوجها بيتر بريماكومب هما المديران المؤسسان لـ Arts Alive Tobago

### التركيبة السكانية
البهائيون هم مجموعة صغيرة في البلاد. في عامي 2005/2010، قدرت جمعية أرشيفات بيانات الأديان (بالاعتماد على الموسوعة المسيحية العالمية) أن حوالي 1.2% في ترينيداد وتوباغو - حوالي 14-16 ألفًا - كانوا من البهائيين. لا يحدد التعداد المدني عدد البهائيين اعتبارًا من عام 2011 ويدعي البهائيون أنفسهم أعدادًا أصغر إلى حد ما تبلغ حوالي 10000 وضمن الحدود المدنية للمواقع المحتملة البالغ عددها 25 موقعًا للجمعيات المحلية توجد مثل هذه الجمعيات في 21 منها.

## روابط خارجية
- البهائيون في ترينيداد وتوباغو - الموقع الرسمي لمجتمع البهائيين في ترينيداد وتوباغو